# Santa Cruz (Río de Janeiro)
Santa Cruz es un extenso y poblado barrio de clase media-baja y baja de la zona oeste de Río de Janeiro, el más distante de la ciudad central. Es cruzado por el Ferrocarril Central de Brasil (operado por Supervia), tiene un paisaje muy variado, con zonas rurales, comerciales, residenciales e industriales.
Desde la instalación del Porto de Itaguaí es un pueblo en desarrollo con más de 440 años de historia e importantes monumentos en conservación y a la vez, un lugar de contrastes. Es uno de los más populosos barrios, y al mismo tiempo, debido a su gran superficie de tierra, es uno de los barrios con menos población por su densidad baja, tiene un distrito industrial y muchos paisajes rurales, aunque todavía prevalece.

## Etimología
Según el trabajo titulado Historia imperial de Santa Cruz, publicado por el Instituto de Geografía e Historia, José de Saldanha da Gama fue uno de los supervisores de la granja. En 1860, los jesuitas colocaron una gran cruz de madera pintada de negro, asentada en una base de piedra con el soporte de un pilar de granito.
Más tarde, durante el Imperio, el crucero fue sustituido por otro de menores dimensiones y en la actualidad hay una cruz en el mismo lugar, pero esta es una réplica construida por el Ejército Brasileño.

## Historia

### Antecedentes

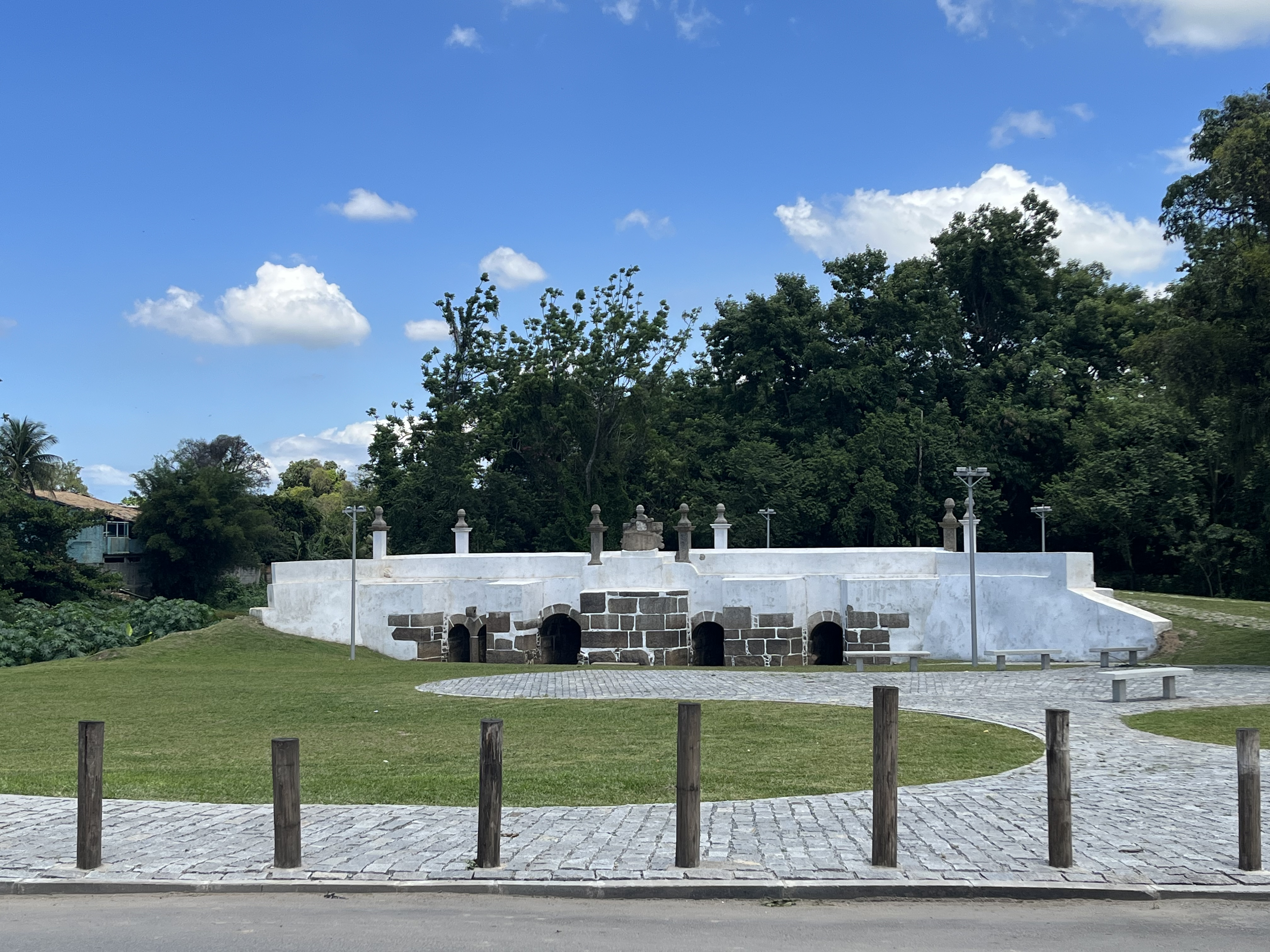
A Ponte dos Jesuítas.

Antes de la llegada de los europeos en América, la región conocida hoy como la localidad de Santa Cruz, fue poblada los tupí-guaraní, que se dedicaban al desove local de peces.
Después del descubrimiento de Brasil, con la llegada de los colonizadores portugueses a la bahía de Guanabara, una vasta zona del centro de Santa Cruz y las montañas circundantes, fue donado a Christopher Miller, de la Capitanía de São Vicente por Martim Afonso de Sousa, en enero de 1567, como una recompensa por los servicios prestados durante la expedición militar que finalmente expulsó a los franceses de Guanabara. Se construyó poco después un ingenio azucarero y una capilla en el lugar conocido como Corral Falso, iniciando la colonización de tierras por los portugueses.

### La Compañía de Jesús
Después de la muerte del propietario de las tierras, su esposa, doña Camila Ferreira, donó a los sacerdotes de la Compañía de Jesús los terrenos que le pertenecían a Christopher.
Estos religiosos, sumaron estas tierras a otras concesiones de tierras y constituyeron un latifundio marcado por una gran cruz de madera: la Santa Cruz. En pocas décadas, la región entre la barra de Guaratiba, la actual ciudad de Mangaratiba, en lo que hoy es el sur del estado de Río de Janeiro pasó a ser parte de la Hacienda de Santa Cruz, la más desarrollada de la Capitanía de Río de Janeiro en aquella época. Contando con miles de esclavos, ganado y diversos tipos de cultivos, manejados con técnicas avanzadas para aquel entonces.
Los edificios que actualmente tienen valor histórico son las iglesias y un convento. Una de las obras que han sobrevivido es el puente-acueducto o Puente de los jesuitas. Consiste en un puente-presa, que fue erigido en 1752, con el fin de regular el volumen de las aguas de la inundación del Acueducto del río Guandu. Actualmente, este monumento se mantiene con su estructura original casi sin cambios, con un patrimonio histórico, artístico y arquitectónico, resguardado por el IPHAN.
Otra iniciativa cultural de los dirigentes de hacienda de Santa Cruz, fue la fundación de una escuela de música, una orquesta y un coro, construida por esclavos, que tocaban y cantaban en los servicios religiosos y fiestas, ya sea en la hacienda como también en la capital de la capitanía. Es por esto que Santa Cruz fue la cuna de la organización instrumental y coral del primer conservatorio de música en Brasil.
Por los terrenos agrícolas de Santa Cruz había una senda que durante el período colonial transcurría el Camino de los Jesuitas. Conectaba a la ciudad de São Sebastião do Rio de Janeiro con el interior. Más adelante llamado el Camino de Minas, y más adelante, el Camino Real de Santa Cruz. Su trayecto llegaba hasta al puerto de Sepetiba, de donde se embarcaban para la ciudad de Paraty, donde nacía el antiguo Camino Real.
Antes de la expulsión de los jesuitas del territorio de Portugal y de sus colonias en 1759 por iniciativa del Marqués de Pombal, los activos de la Compañía de Jesús (y la Granja de Santa Cruz) volvieron a la Corona.

### La familia real

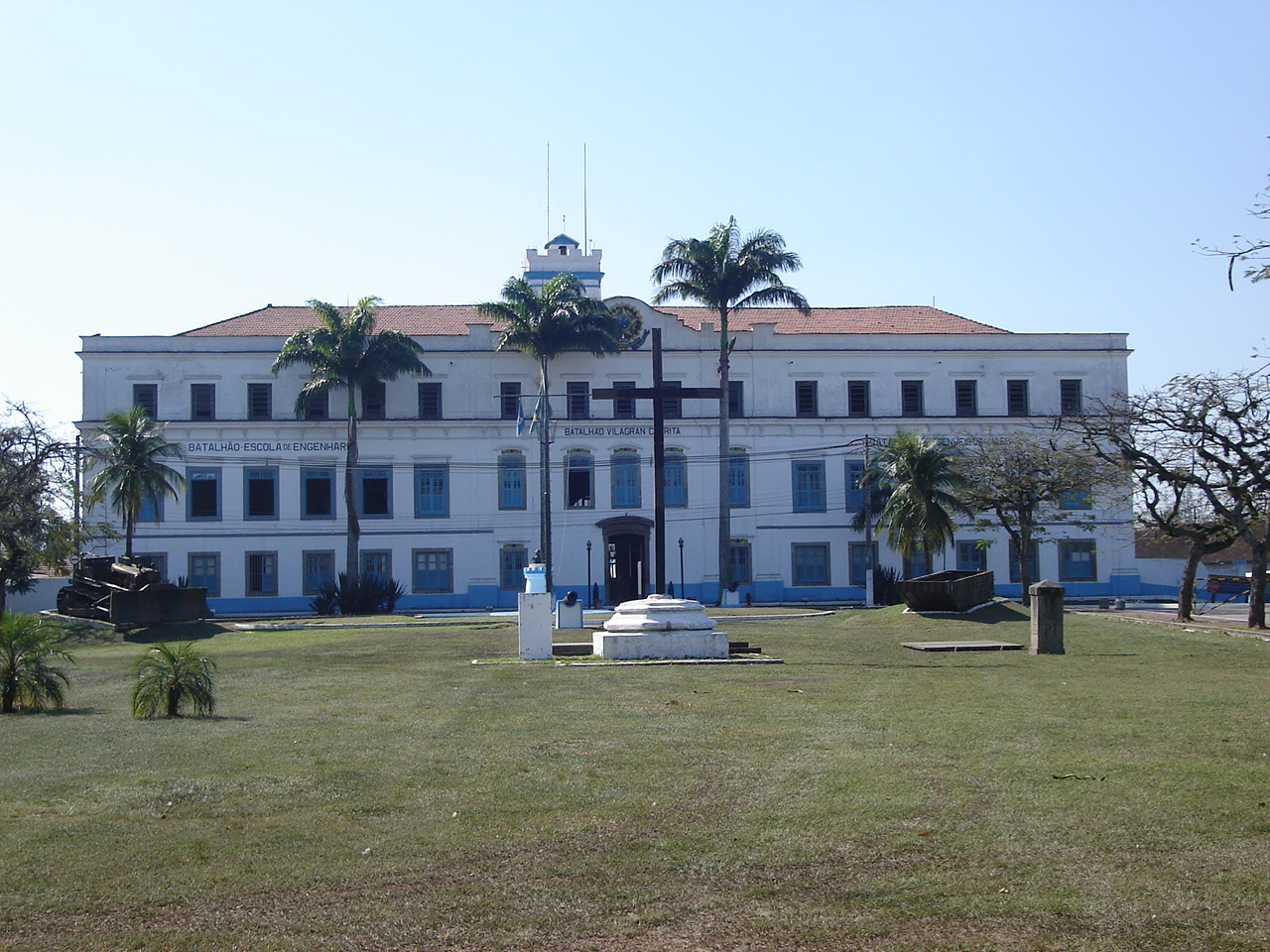
Sede de la Antigua Hacienda de Santa Cruz, Palacio Real e Imperial.

Con la expulsión de los jesuitas en Brasil, el patrimonio de la Hacienda de Santa Cruz llegó a estar subordinado al Virrey. Después de un período de dificultades administrativas, bajo el gobierno del virrey Luis de Vasconcelos e Sousa, la granja volvió a tener un período de prosperidad.
En el siglo XIX con la llegada de la familia real a Brasil (1808) y su establecimiento en Río de Janeiro, la finca fue elegida como lugar de vacaciones. Así, el antiguo convento ha sido adaptado a las funciones de Palacio Real constituyéndose el Palacio Real de Santa Cruz.
Al sentirse cómodo en la tesorería de Santa Cruz, el Príncipe Regente prolongó su estancia durante varios meses, realizando aquí el envío, la promoción de audiencias públicas y las aprobaciones de los mismos. También aquí crecieron y se educaron los príncipes y Don Pedro Don Miguel.
Por iniciativa del soberano portugués fueron traídos de China cerca de un centenar de hombres a cargo del cultivo de té, en el sitio ahora conocido como Cerro del té. Durante casi un siglo, esta actividad ha sido productiva y ha atraído el interés de los expertos y los visitantes, como el pionero de su aplicación en Brasil. Las hojas de té recolectadas en Santa Cruz eran de excelente calidad y por lo tanto, su producción era vendida totalmente.
El 15 de julio de 1818 fue fundado el pueblo de San Francisco Javier Itaguaí, del cual Santa Cruz se convierte en un límite. D. Juan VI se despide a Santa Cruz en 1820, para regresar a Portugal.

### Primer reinado
Tras el regreso de Don João VI de Portugal, el Príncipe Regente Peter continuó estando constantemente presente en Santa Cruz, pasando su luna de miel con la Emperatriz Leopoldina (1818) en la granja.
En el contexto de la Independencia de Brasil, antes de iniciar el viaje histórico de la Independencia, el príncipe heredero se detuvo en Santa Cruz, donde tuvo lugar una reunión el 15 de agosto de 1822, en presencia de José Bonifacio, para establecer sus bases
A su regreso, antes de dirigirse a la ciudad, celebró la Independencia en la granja de Brasil.

### Segundo reinado

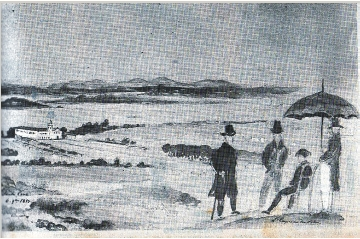
El emperador observando el paisaje de la Hacienda de Santa Cruz.

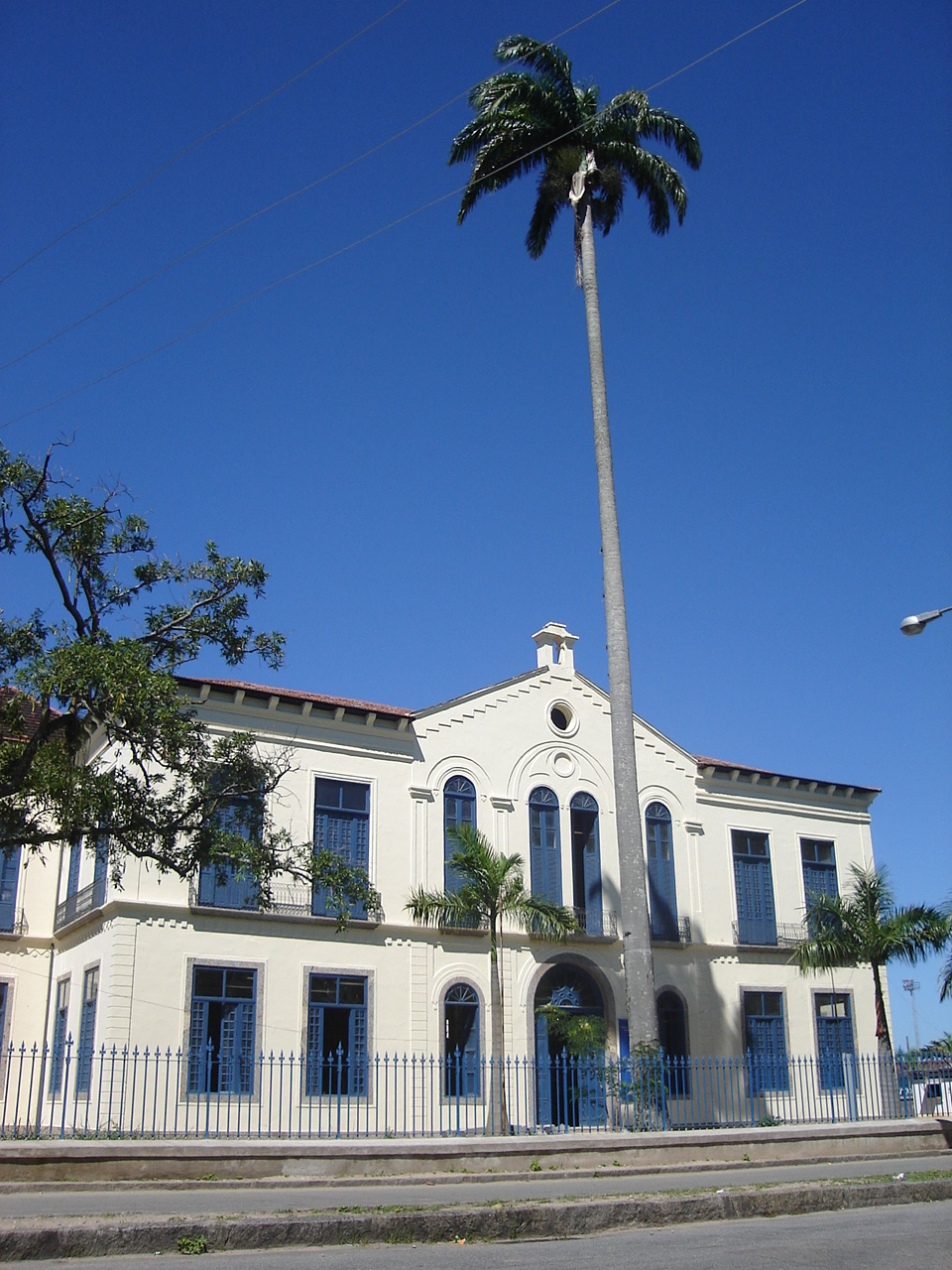
Palacete Princesa Isabel.

Don Pedro I, abdicó el trono, pero sus hijos siguieron manteniendo una presencia constante en las posesiones imperiales en Santa Cruz.  De pronto, Don Pedro II promovió que las princesas concurran a bailes y veladas en el Palacio Imperial.
También hay que señalar que durante el período entre 1808 y 1889, Santa Cruz fue uno de los barrios de la ciudad donde más se retrataron los paisajes. Los retratos los realizaron los viajeros extranjeros como el francés Jean-Baptiste Debret, el austriaco Thomas Ender, la inglesa María Graham entre otros. La imagen que sirve como ilustración de este texto es un ejemplo, está hecho por el pintor belga Mary Benjamin, que fue el primer embajador de Bélgica en Brasil, pintado en noviembre de 1837. La figura es prueba documental de Santa Cruz era un lugar de visita para los emperadores. Se los podía ver más allá del antiguo Palacio Imperial, como así también a Don Pedro II, de 14 años disfrutando de la vista de la hacienda.
En 1833, por decreto, el Tesoro Nacional de Santa Cruz fue desligado de la aldea de Itaguaí y pasó a formar parte de la ciudad de Río de Janeiro teniendo en cuenta los deseos de la población local.
En Santa Cruz, la ley fue firmada por la princesa Isabel, quien dio la manumisión de los esclavos del gobierno imperial. La promulgación de la ley contó con la presencia de invitados distinguidos como el vizconde de Río Branco y el Conde d'Eu.
Santa Cruz, en su posición político-económica y estratégica (frente al mar y los fondos para los caminos de las selvas de Minas) fue una de las primeras partes del país que se benefició del sistema de entrega a domicilio de cartas por correo. El 22 de noviembre de 1842 se inauguró la primera oficina de correos de Brasil que adoptó este servicio. También fue el lugar elegido por el emperador para la instalación de la primera línea telefónica en América del Sur, entre el Palacio de San Cristóbal y Santa Cruz.
Poco a poco, Santa Cruz se ha transformado, con los palacios, casas solariegas, tiendas, calles y parques públicos. Resistiendo el tiempo y a los actos delictivos de los hombres,
muchos de estos sitios están todavía en pie, lo que demuestra la importancia de este barrio histórico. El palacio Princesa Isabel, Marco Once, la fuente Wallace, el Hangar del Zeppelin y muchos otros, son algunos ejemplos.
En 1878 se inauguró la estación de tren y al final de 1881, Don Pedro II inauguró el Matadero de Santa Cruz, conocido como el más moderno del mundo en su tiempo. Fue atendido por una extensión del ferrocarril y suministraba carne a toda la ciudad de Río de Janeiro. Asimismo, debido al generador que suministraba energía al establecimiento, Santa Cruz fue el primer distrito del barrio de tener luz eléctrica.

### La república
Después de la proclamación de la República, Santa Cruz perdió mucho de su prestigio. Sin embargo, algunos problemas resueltos, pronto atrajo a los inmigrantes extranjeros que han contribuido enormemente a la economía de la zona. Los árabes y los italianos fueron los responsables de la expansión del comercio local, y los japoneses del desarrollo de la agricultura.
Durante el gobierno de Getúlio Vargas, en la década de 1930, la región de Santa Cruz experimentó profundos cambios, con proyectos de saneamiento que tienen por objeto el desarrollo de la tierra, con la recuperación de la salud y el dinamismo económico, con la creación de colonias agrícolas.
En 1938 llegaron las primeras familias japonesas, no directamente desde Japón, sino de Mogi das Cruzes (SP), para llenar los lotes del recién creado Núcleo de Colonial y aplicar nuevas experiencias en la agricultura. Los lotes fueron distribuidos por el camino recto de Río Grande y San Fernando Reta, y cuando llegaron, de inmediato pusieron las manos sobre la tierra, que ya había producido ese año después de sólo tres meses de trabajo, una cantidad importante de alimentos. La producción fue tan grande que suministra toda la ciudad de Río de Janeiro, dando a Santa Cruz el título de "granero" del Distrito Federal.
En ese tiempo fue construido en la región, un hangar para los dirigibles Zeppelin, el Hangar Zeppelin. El edificio está registrado por el Instituto de Patrimonio Histórico y Artístico (IPHAN), desde 1998, recibiendo el número de inscripción 550.
A raíz del intenso desarrollo de Río de Janeiro, que ocurrió en todas las direcciones, fue inaugurada en 1975, la zona industrial, fomentando la urbanización del barrio. En ella se encuentran los tres distritos industriales más importantes de Santa Cruz, Paciencia y Palmares, donde están en pleno funcionamiento la Casa de la Moneda de Brasil, Cosigua (Gerdau), Valesul, White Martins, Glasurit y Plantas de Santa Cruz, una planta de aceite combustible de América Latina, con una capacidad instalada de 950 MW.
A principios de 1980, fueron construidos varios proyectos de viviendas para la Vivienda del Estado de la empresa (CEHAB), que incrementó considerablemente la población del distrito, dándole características de barrio dormitorio.

### Actualidad
Actualmente, Santa Cruz es un barrio de alto crecimiento. Tiene un comercio muy desarrollado, varios bancos y tiendas, un sistema educativo que responde a la demanda y el Hospital Estadual Dom Pedro II que fue diseñado para servir como hospital de referencia para el tratamiento de quemaduras. Además de dos grandes unidades militares de las Fuerzas Armadas: la Escuela de Batallón de Ingeniería y la Base Aérea de Santa Cruz, un importante centro de defensa de la aeronáutica y el mayor complejo de la Fuerza Aérea Brasileña. La Ciudad de los Niños Brizola, que funciona como parque temático de la Prefeitura de Río de Janeiro (incluyendo el planetario), dirigido especialmente a niños y adolescentes, y muchos monumentos históricos y culturales.
Se están instalando, en especial cerca de la Avenida Juan XXIII, varias empresas industriales de gran importancia, especialmente la futura Compañía Siderúrgica del Atlântico (CSA), que cambiará su paisaje e impulsar la economía.
También se caracteriza por ser un barrio proletario, en la que existen varios problemas como la falta de saneamiento adecuado en algunas zonas, dificultades de transporte y las acciones de las milicias en las comunidades pobres y problemas ambientales graves.
Con una población creciente, la violencia en el barrio ha aumentado. La acción policial se centra en la lucha contra el tráfico de drogas en los barrios pobres que rodean el barrio, y la acción de los milicianos. Son los responsables del control del transporte alternativo, y la operación ilegal de electricidad, gas y televisión por cable.

## Geografía

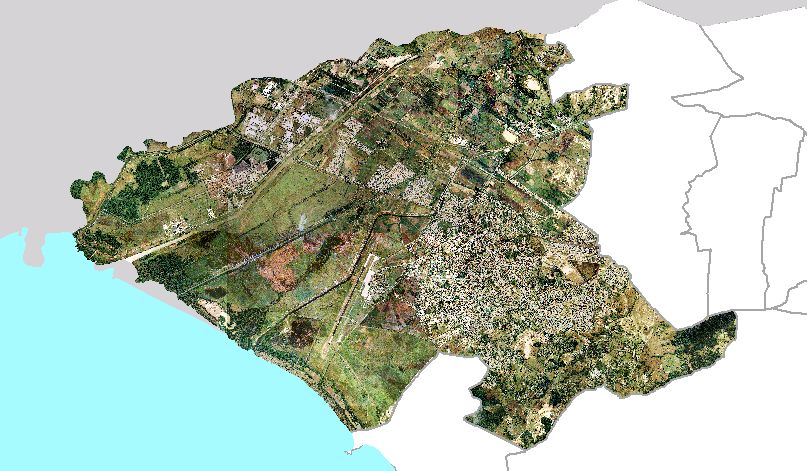
Imagen satelital del barrio.

Ubicado dentro de los límites de la ciudad, su territorio se extiende sobre una superficie de 12.504,43 hectáreas y limita con el barrio Itaguaí Seropédica al oeste y el norte, los barrios al sur de Sepetiba, Paciencia y Cosmos al oeste, y al sureste Guaratiba. El suroeste está compuesto la Bahía de Sepetiba.

### Relieve
La mayor parte de su territorio es llano, con una altura cercana al nivel del mar, con zonas más estériles, como el campo Itong, Sapicu de tenis, Campo de San Luis, Golf y Roma otros. La excepción es el centro que se encuentra en una zona un poco más accidentada, cuyo punto más alto es el Cerro Mirador, con unos 65 metros. También se destaca en el paisaje el Morro da Bandeira, Morro da Joaquina y Morro do Leme, con cerca de 94 metros de altura.
Su costa, algo recortada, se compone de la Bahía de Sepetiba de poco más de 10 km, incluidos la isla dos Urubus en la desembocadura del Canal de San Francisco.

### Hidrografía
El descenso de Santa Cruz es drenada por varios ríos y canales, los principales son: el Río de la Guarda, el límite occidental de Río de Janeiro, Río Mielgas, el Acueducto del Río Rojo (Canal de San Francisco), Río Guandu-Mirim y Canal Ita. Todos que pertenecen a las cuencas hidrográficas de la Bahía de Sepetiba. El canal de San Francisco sirve para abastecer el distrito industrial y la zona colonial es irrigada por el Canal de riego y el canal de San Fernando.

### Clima
El clima se clasifica como Atlántico tropical (Aw), de acuerdo con el modelo de Köppen. La temperatura media anual es superior a 22 ° centígrados y una precipitación media anual alcanza los 1200 mm.
Debido a que es un barrio cercano a la costa, el efecto de las mareas es muy notable, lo que resulta en rangos de temperatura relativamente baja.
| Mes                                                                            | Ene   | Feb   | Mar   | Abr   | May  | Jun  | Jul  | Ago  | Sep  | Oct  | Nov   | Dic   |
| ------------------------------------------------------------------------------ | ----- | ----- | ----- | ----- | ---- | ---- | ---- | ---- | ---- | ---- | ----- | ----- |
| Temperaturas máximas °C                                                        | 32    | 33    | 32    | 29    | 28   | 27   | 27   | 28   | 28   | 28   | 29    | 31    |
| temperaturas mínimas °C                                                        | 22    | 23    | 22    | 20    | 18   | 16   | 16   | 17   | 18   | 19   | 20    | 21    |
| Precipitaciones mm                                                             | 195,1 | 144,9 | 149,7 | 109,2 | 56,4 | 37,9 | 30,7 | 42,1 | 62,3 | 93,6 | 118,1 | 184,9 |
| Fonte: Weather Underground Archivado el 22 de mayo de 2011 en Wayback Machine. |       |       |       |       |      |      |      |      |      |      |       |       |

### Uso del suelo
El territorio de Santa Cruz está compuesto casi en su totalidad de la superficie urbanizada o alterada. El 88,01% de las zonas dominan cultivos, pastos, zonas urbanas o aún no consolidados. Lo poco que queda del área natural está compuesto principalmente de los manglares y los bosques alterados por el hombre.
| Campo antrópico                       | 26,85 | Mangue                                      | 4,18 |
| Cultura                               | 35,95 | Flora alterada                              | 3,66 |
| Área urbana                           | 16,49 | Ambientes estuarinos, lagos, ríos e canales | 1,86 |
| Área urbana no consolidada            | 18,38 | Área unida con vegetación                   | 1,14 |
| Suelo expuesto por el área de minería | 1,54  | Floresta                                    | 0,66 |
| -                                     | -     | Pantanos                                    | 0,49 |

## Demografía
Según las estimaciones del Instituto Brasileño de Geografía y Estadística, (Censo 2000), Santa Cruz tiene una población total de 191.836 habitantes. De ellos, 98.923 residentes son mujeres y 92.913 restante son hombres. Los datos también incluyen un total de 52.983 hogares. Los indicadores demográficos de este censo indican un Índice de Desarrollo Humano (IDH) de 0,742 muy bajo, que lo ubica en 119o lugar entre los distritos de Río de Janeiro.

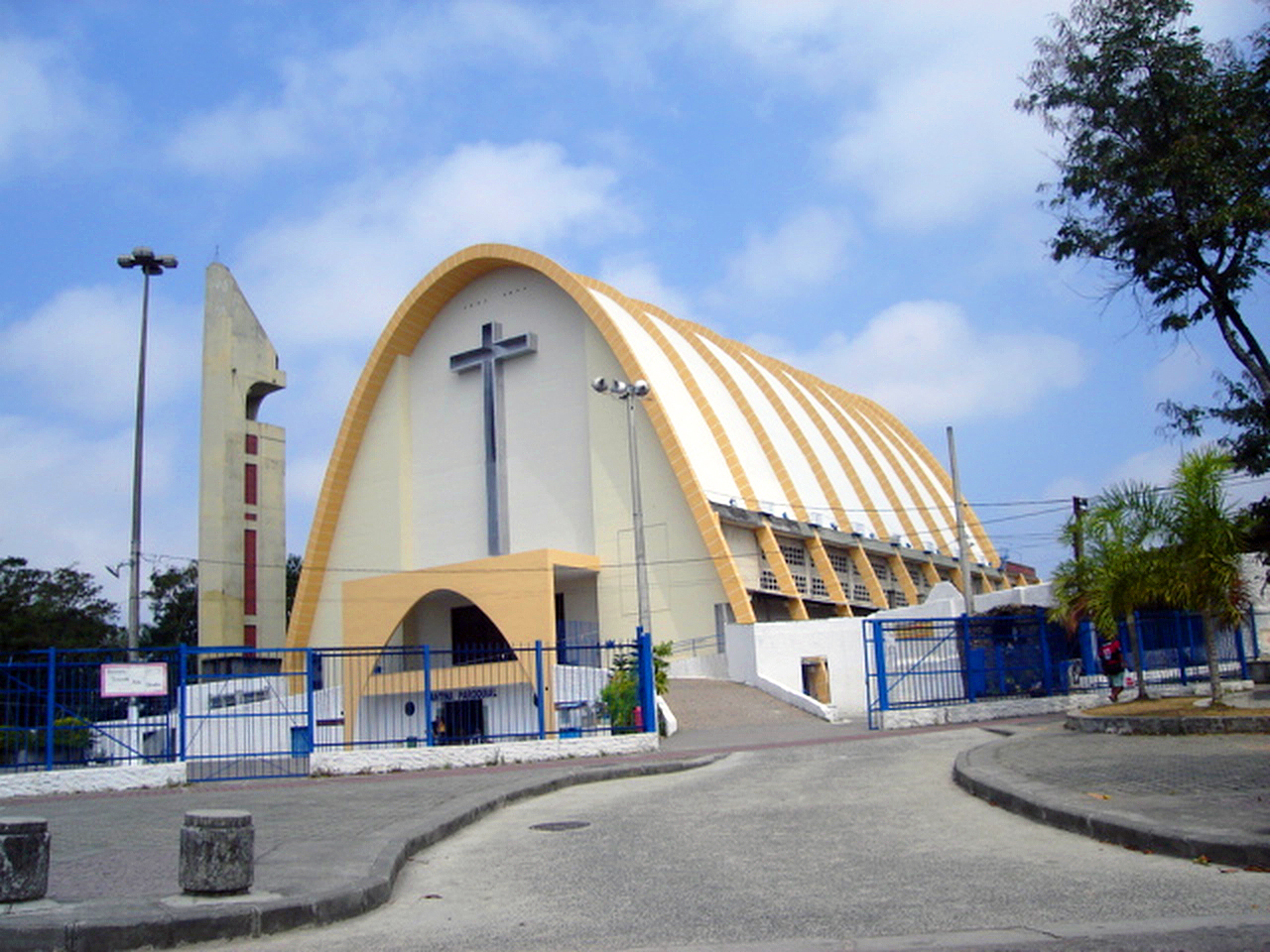
Parroquia Nossa Senhora da Conceição, uno de los mayores templos religiosos de Río de Janeiro.

| 0 a 9 años de edad    | 20,5% |
| 10 a 19 años de edad  | 19,3% |
| 20 a 29 años de edad  | 17,7% |
| 30 a 59 años de edad  | 35,1% |
| 60 años de edad o más | 7,4%  |

## Religión
A partir de microdatos del Censo 2000, el Centro para la Política Social en la Fundación Getulio Vargas, muestra que el porcentaje de católicos en el barrio está en el rango de 40 a 60%. Santa Cruz sigue siendo uno de los tres barrios de Río con más evangélicos practicantes con un 28,64%. En el ranking de ninguna religión, Santa Cruz, aparece en segunda posición con 19,86%.
La Iglesia católica está presente con cinco parroquias 46 iglesias cristianas esparcidas en todo el barrio. Ha aumentado considerablemente el número de iglesias evangélicas en la región, que también tiene centros espirituales y las iglesias de otras religiones.

## Símbolos

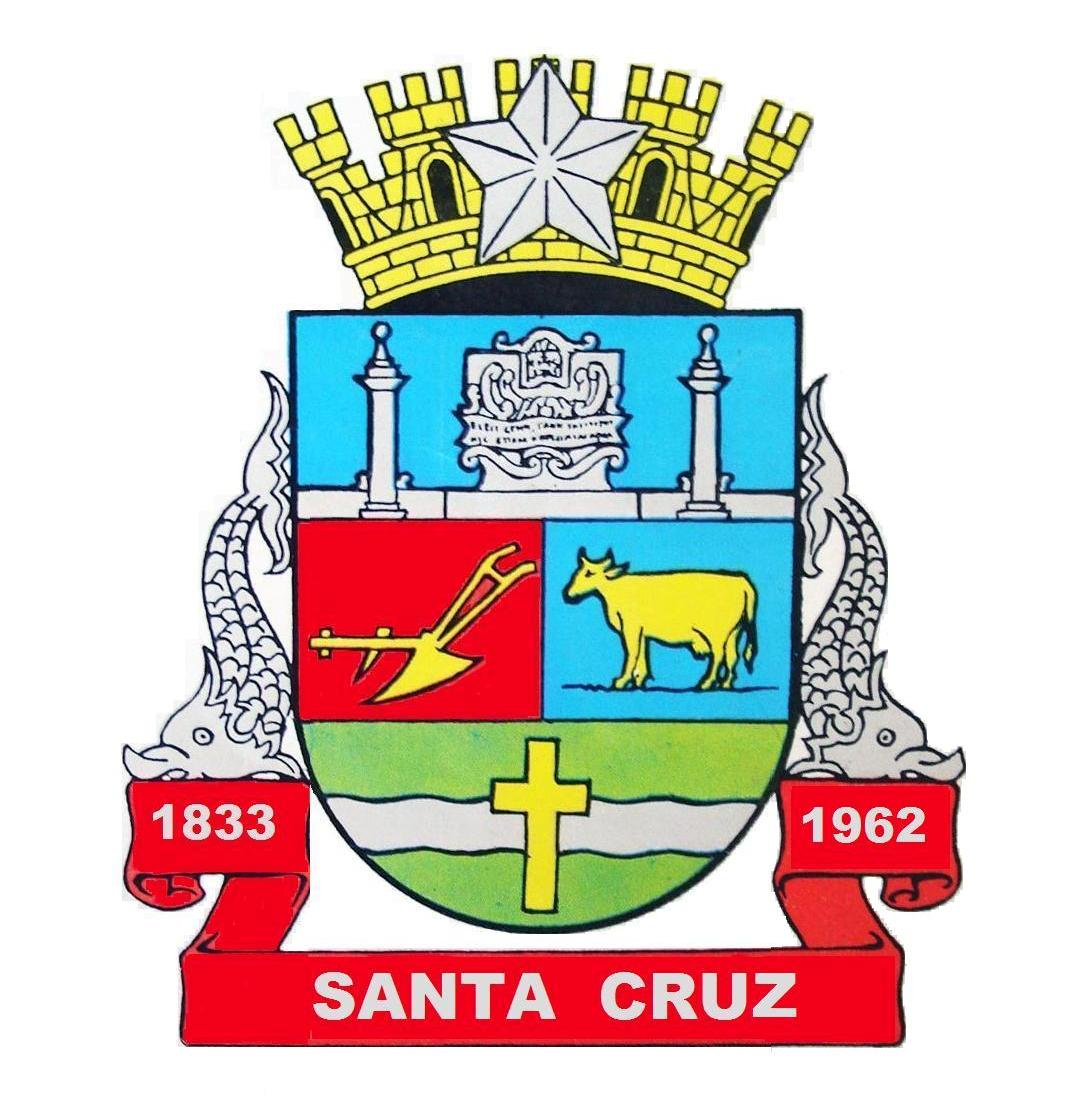
Escudo de Santa Cruz.

Aunque no es común entre las ciudades brasileñas, algunas poseen símbolos. Cuando esta ciudad los adquirió pertenecía al Estado de la Guanabara. Santa Cruz tiene un himno y un escudo de armas creado en las celebraciones del IV Centenario del distrito (1567-1967).

## Infraestructura

### Educación
Santa Cruz tiene un sistema de escuelas públicas y privadas adecuado a la demanda de educación básica. Según información de la municipalidad, cuenta con 53 unidades locales de escuelas públicas que atienden a alrededor de 41.104 estudiantes durante la escuela primaria y secundaria, hay otras instituciones privadas como Colégio Apolo XII, Colégio Dom Otom Mota, Santa Mônica Centro Educacional entre otros.
Sin embargo, existe una gran necesidad en la escuela secundaria, que es suministrada por las escuelas públicas en instituciones estatales y privadas. El estado de las escuelas públicas no son suficientes para satisfacer la demanda, especialmente la enseñanza técnica y profesional. Sin embargo, existe un CETEP Bodegão,  que ofrece cursos de formación profesional y cursos de técnicas de buena calidad mediante la ETE Santa Cruz.
La educación superior tiene una muy reciente historia y se enseña solo en instituciones privadas. FAME (Facultad de Machado de Assis) fue un pionero, al ser una institución local gestionada por la Asociación para la Educación Machado de Assis y surgió en la enseñanza de pregrado, postgrado y media a mediados de 1990.
Las escuelas en el distrito son famosas por descubrir talentos del deporte y la música para todo el país. Las bandas militares de los colegios Apolo XII y Sun Otom Mohammed están entre los mejores del Brasil.

### Salud
Santa Cruz cuenta con varios hospitales y clínicas, especialmente en el Hospital Estatal Dom Pedro II y el Centro de Salud Municipal de Lincoln Davis, y varios hospitales privados, como hospitales, como Cemeru y Memorial. Sin embargo, la baja población de ingresos es la más sufre de una falta de médicos y camas en la red de hospitales públicos de la ciudad.

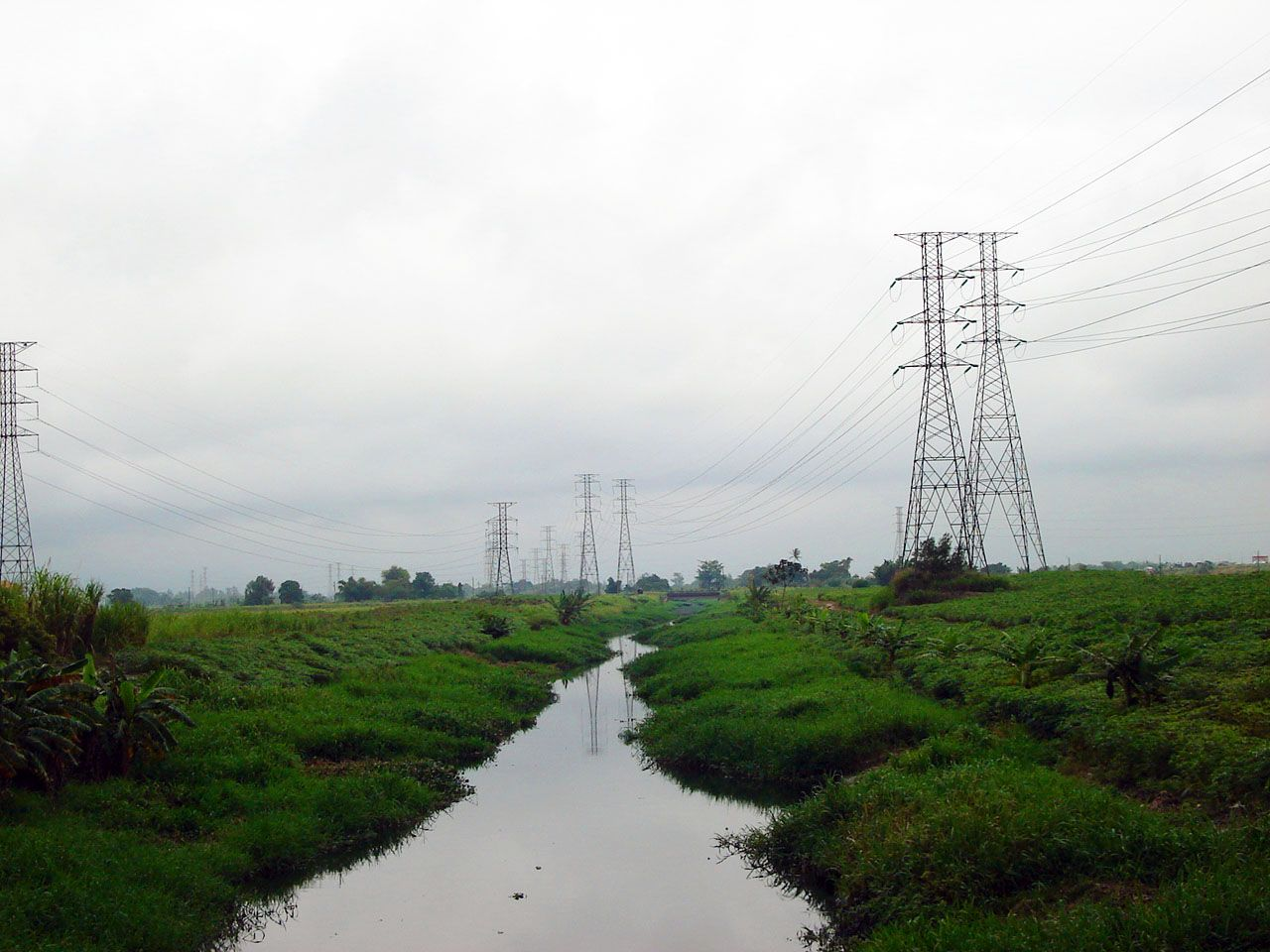
Uno de los dos canales que cortan el barrio de Santa Cruz.

### Agua e Higiene
El suministro de agua en Santa Cruz se hace por la Compañía Estatal de Agua y Alcantarillado de Río de Janeiro (CEDAE). Esta unidad tiene una colina en el Belvedere. Allí fue construida en el siglo XX, un gran tanque de agua para abastecer a toda la región, pero hoy está desactivado.
La falta de agua corriente y sistema de eliminación de aguas residuales es crítica en las zonas subatendidas del barrio. Además de la falta de abastecimiento de agua y sistema de eliminación de aguas residuales en algunos puntos, la red de conexiones ilegales es otro problema que enfrenta la empresa en el barrio.

### Transportes
Santa Cruz tiene una estación terminal de la segunda extensión más importante de los trenes de cercanías en la región metropolitana de Río de Janeiro, el Ramal de Santa Cruz. El mismo es operado por la empresa Supervia y en las horas punta tiene un intervalo promedio de 12 minutos.
Los servicios están integrados con el bus usando solo RioCard y hay un proyecto para integrar el pago en línea usando la tarjeta Itaguaí Centro, se está estudiando su reactivación.
Santa Cruz cuenta con una terminal de autobuses urbanos en la Rua Álvaro Alberto y tiene acceso por importantes carreteras a la capital del estado. La principal es la Avenida Brasil, que conecta Santa Cruz con el Centro de Río de Janeiro. Cesario Avenida de Melo (ex Imperial Way) se conecta el barrio de Campo Grande. La carretera BR 101 (Rio-Santos) se inicia en el barrio conecta Río de Janeiro con los municipios de la Costa Verde y se dirige a la costa de São Paulo. El camino de piedra que une al distrito de Pedra de Guaratiba. El Sepetiba de Estrada une el barrio de Santa Cruz de Sepetiba.
Hay otros caminos públicos importantes que cruza el barrio como la Avenida Antares,  la avenida Areia Blanca, la avenida Isabel, la avenida Juan XXIII, el camino de Urucânia, la calle Álvaro Alberto, la calle Felipe Cardoso, la calle Padre Guilherme Decamino, la calle Senador Cámara, entre otros.

### Servicios
El distrito cuenta con muchos servicios públicos que son prestados por las diversas esferas del gobierno y empresas particulares, tales como hospitales y clínicas, el Centro de Control de Zoonosis Dacorso Paulo Filho, que es una referencia en el municipio en el tratamiento de las zoonosis y de los sistemas de desarrollo vigilancia sanitaria y epidemiológica, varias agencias de correos y sucursales bancarias, una cuartel de bomberos, una comisaría de policía y el 27 º Batallón de Policía Militar, y el cementerio municipal situado cerca del barrio cultural del matadero y el cementerio Jardín en la ciudad de Saudade Venta de Varanda

## Economía
Santa Cruz tiene una economía diversificada, con zonas rurales, una importante zona industrial de la ciudad y un comercio que ha experimentado un crecimiento significativo en los últimos años.

### Agricultura
Durante el gobierno de Getúlio Vargas, en la década de 1930, la región de Santa Cruz,tuvo grandes obras de saneamiento creación de colonias agrícolas.
En 1938 llegaron las primeras familias japonesas de Mogi das Cruzes, Sao Paulo, para llenar los lotes del recién creado Núcleo de Colonial y aplicar nuevas experiencias en la agricultura. Incluso hoy en día existen asentamientos agrícolas, que produce la yuca, frutas y verduras en los campos de la Base Aérea de Santa Cruz y de coco en los campos de San Miguel y San Marcos en las orillas de la carretera Río-Santos. En la región de los jesuitas hay también varias plantaciones y rebaños pequeños de bovinos.

### Industria

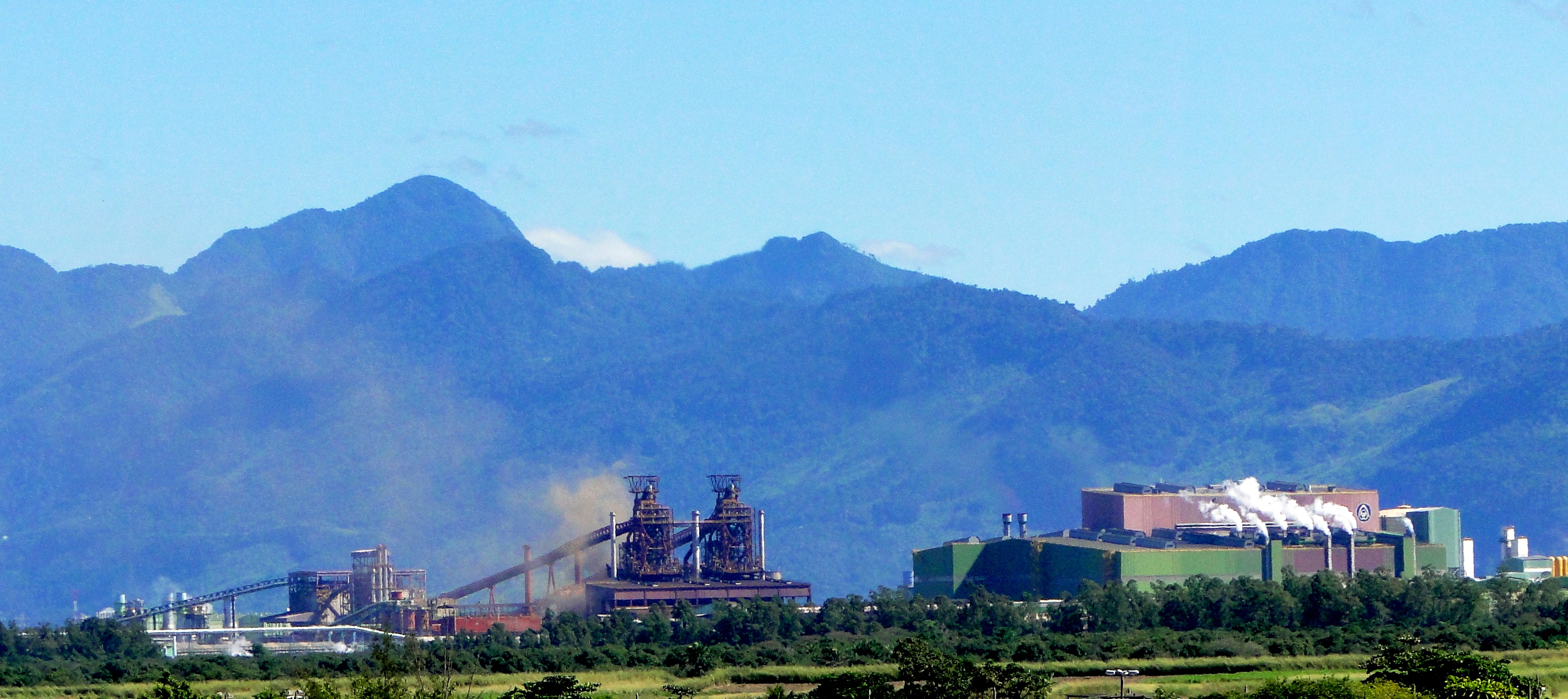
Acería CSA Thyssenkrupp.

En 1960, Río de Janeiro, dejó de ser la capital del estado de la Guanabara. Al verse sin los recursos de la administración federal, había una necesidad de buscar alternativas para el desarrollo económico del Estado. En 1975 se inauguró la Zona Industrial de Santa Cruz.
En ella se han instalado varios establecimientos industriales, tales como la Casa de la Moneda de Brasil, Cosigua (Gerdau), Valesul, White Martins, Glasurit, la Usina Santa Cruz, Linde, SA, Ecolab Química Ltda., Latas de Aluminio SA -- Latasa, Fábrica Carioca de Catalizadores - FCC, Pan-Americana S / A Industrias Químicas, entre otros. Están representados por AEDINI - Asociación de Empresas del Distrito Industrial de Santa Cruz.
La zona está situada en la frontera entre la ciudad de Río de Janeiro y Itaguaí, y es parte de la zona trasera del Puerto de Itaguaí. Debido a esto, está en construcción la Companhia Siderúrgica do Atlântico (CSA), que será la mayor fábrica de acero de América del Sur, ocupando una superficie de nueve millones de metros cuadrados y tiene el puerto privado, una planta eléctrica, placas de acero piso para la exportación y el coque.

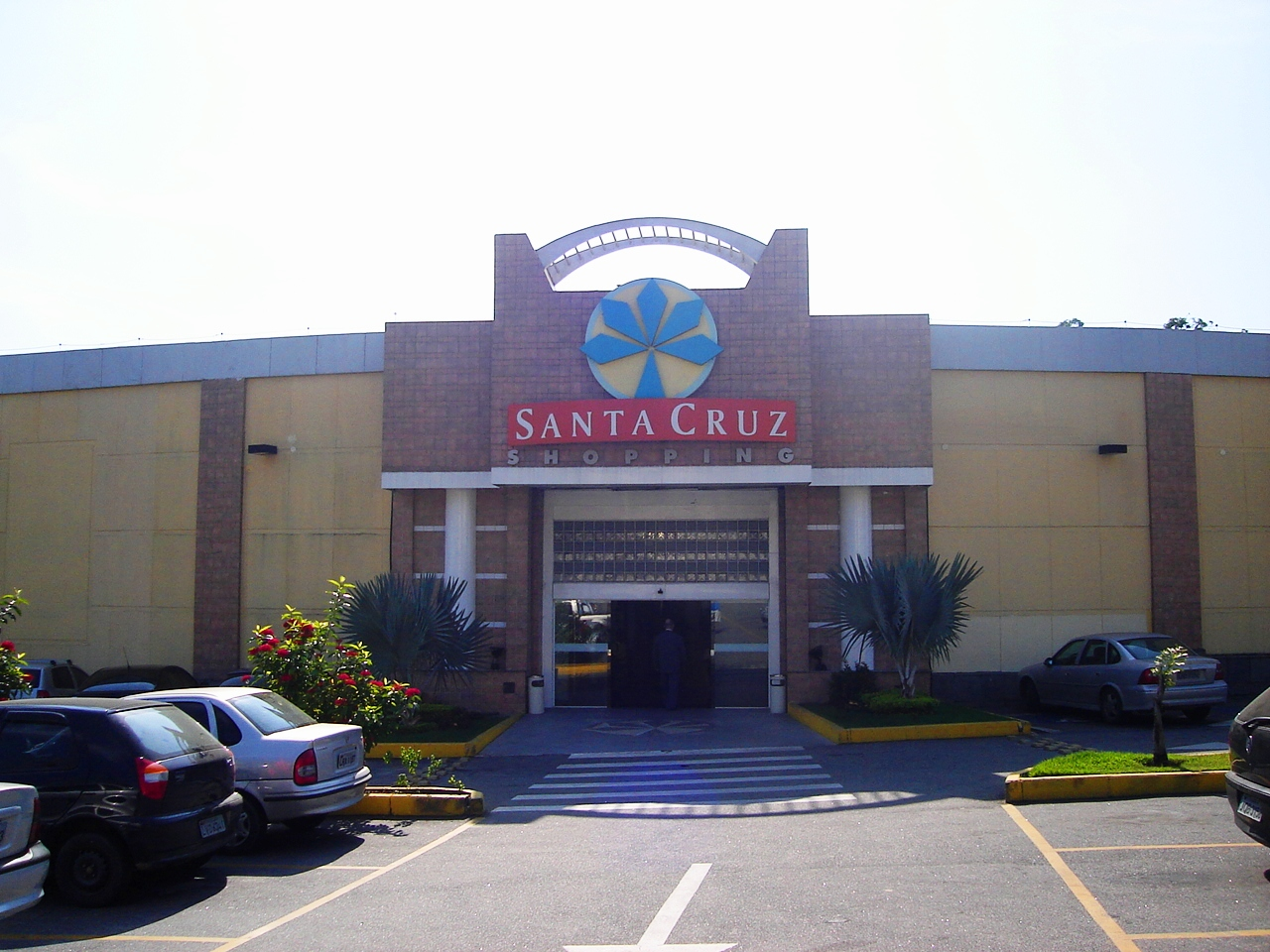
Santa Cruz Shopping.

## Comercio
Santa Cruz en los últimos años ha mostrado un gran crecimiento en su comercio y sector de los servicios dirigidos al mercado local, debido al crecimiento y al aumento de los ingresos de la población.
Esto también tiene un centro comercial y de entretenimiento, llamada Santa Cruz Shopping con patio de comidas, tiendas de diversos tipos, los bancos y una universidad, los grandes supermercados Extra y Guanabara, las cadenas de supermercado en el barrio, restaurantes de comida rápida como McDonald's, Bob's y un gran número de tiendas de ropa, zapatos, tiendas de papelería y bazares, fuertemente concentrados en la Rua Felipe Cardoso y sus alrededores.

## Cultura
Entre los eventos culturales más populares del barrio se cuenta la fiesta de San Jorge que se celebra en el Largo do Bodegão. El festival es una tradición que data de 1963 y el número de devotos ha aumentado. El Carnaval de Santa Cruz se celebra con el tradicional carnaval, fiesta de disfraces, más allá del concurso patrocinado por las autoridades de la ciudad. Aunque se puede ver en las calles la figura folcorica de los payasos, tan común en la región.
Con el fin de preservar y mejorar sus relaciones de colaboración histórica entre las universidades y las empresas que tratan de llevar los conocimientos a sus residentes a través de visitas guiadas a los principales puntos de interés con el circuito de Santa Cruz, los denominados certificados de la historia del barrio.

### Atracciones turísticas
Entre las atracciones se cuentan el Hangar Zeppelin ubicado en la Base Aérea, la Fuente de Wallace en la Plaza Don Romualdo, la Escuela de Ingeniería de la OTAN (Cabrita Villagrán), las ruinas del matadero, la princesa Isabel Palacio, el Puente de los jesuitas subdistrito de los jesuitas, la solar y Araújos Lookout Hill.

### Deportes
La práctica deportiva es muy común en Santa Cruz, principalmente en los colegios de la región que son reconocidos por sus logros en las diversas formas de competencia intercolegial.
Una de las grandes adquisiciones del barrio en los últimos años fue la Villa Olímpica Oscar Schmidt, un complejo deportivo que ofrece servicio de diferentes deportes, especialmente para los niños y jóvenes necesitados.
En 2007, Santa Cruz fue el primer distrito en recibir la Antorcha de los Juegos Panamericanos de 2007 en la ciudad de Río de Janeiro.

### Ocio
Por ser uno de los barrios con pocas opciones de ocio de la zona oeste, Santa Cruz recibió atención especial de la Administración de la ciudad en el parque temático Ciudad de los Niños.
Se encuentran entre las principales áreas recreativas, la zona de ensayos de la escuela de samba GRES Acadêmicos de Santa Cruz, El Santa Cruz Shopping, la Villa olímpica Oscar Schmidt, el espacio cultural Lona Cultural Sandra de Sá y la Ciudad de los Niños Brizola.

### Lecturas complementarias
- A experiência brasileira do Ecomuseu do Quarteirão Cultural do Matadouro- Santa Cruz/Río de Janeiro. In: Actas das X Jornadas sobre a Função Social do Museu. Ecomuseologia como forma de desenvolvimento integrado. Braga, Câmara Municipal de Póvoa de Lanhoso, Portugal: 1998
- Ecomuseu do Quarteirão Cultural do Matadouro: território de memória e instrumento da comunidade. Dissertação de Mestrado, Río de Janeiro, UNIRIO, Mestrado em Memória Social e Documento, 2000.
- Ecomuseu do Quarteirão Cultural do Matadouro: território de memória e instrumento da comunidade. In: Atas do II Encontro Internacional de Ecomuseus "Comunidade, Patrimônio e Desenvolvimento sustentável"/ IX ICOFOM LAM "Museologia e Desenvolvimento Sustentável" - NOPH, MINOM e ICOFOM LAM, Río de Janeiro: 2000 (CD ROM)
- O Ecomuseu de Santa Cruz: gestão comunitária do patrimônio. In: Atas do Seminário "Visões Contemporâneas de Sítios e Centros Históricos" – UFRJ/ FAU/PROARQ/LABLET, Río de Janeiro: 2002 (CD ROM).
- O Ecomuseu de Santa Cruz: fragmentos de uma experiência urbana para o desenvolvimento responsável. Texto apresentado na Mesa Redonda "Ecomuseologia" do 8 °Fórum Estadual de Museus/VII Encontro Estadual de Museus de Ciências Naturais "Museus e Globalização"- Sistema Estadual de Museus do RS, Río Grande: 2002